# Sphenocichla roberti
Sphenocichla roberti е вид птица от семейство Timaliidae. Видът е почти застрашен от изчезване.

## Разпространение
Видът е разпространен в Индия, Китай и Мианмар.